# Куле-Кеш
Куле-Кеш (перс. كوله كش) — село в Ірані, у дегестані Північний Ростамабад, у Центральному бахші, шагрестані Рудбар остану Ґілян. За даними перепису 2006 року, його населення становило 78 осіб, що проживали у складі 24 сімей.

## Клімат
Середня річна температура становить 14,21 °C, середня максимальна – 27,47 °C, а середня мінімальна – -0,50 °C. Середня річна кількість опадів – 772 мм.
| Клімат поселення                              | Клімат поселення | Клімат поселення | Клімат поселення | Клімат поселення | Клімат поселення | Клімат поселення | Клімат поселення | Клімат поселення | Клімат поселення | Клімат поселення | Клімат поселення | Клімат поселення | Клімат поселення |
| Показник                                      | Січ.             | Лют.             | Бер.             | Квіт.            | Трав.            | Черв.            | Лип.             | Серп.            | Вер.             | Жовт.            | Лист.            | Груд.            |                  |
| Середній максимум, °C                         | 10,11            | 10,50            | 12,68            | 18,46            | 22,02            | 25,88            | 27,31            | 27,47            | 24,30            | 21,05            | 16,78            | 12,16            |                  |
| Середня температура, °C                       | 4,81             | 5,18             | 7,36             | 13,16            | 16,72            | 20,58            | 22,93            | 23,09            | 19,92            | 16,66            | 12,40            | 7,77             |                  |
| Середній мінімум, °C                          | −0,5             | −0,12            | 2,07             | 7,85             | 11,40            | 15,27            | 18,55            | 18,69            | 15,53            | 12,29            | 8,02             | 3,39             |                  |
| Норма опадів, мм                              | 78               | 65               | 75               | 56               | 38               | 22               | 19               | 33               | 67               | 103              | 100              | 116              |                  |
| Середньомісячна швидкість вітру, м/с          | 2.24             | 2.60             | 2.48             | 2.47             | 2.31             | 2.51             | 2.48             | 2.29             | 2.13             | 1.92             | 1.96             | 2.16             |                  |
| Середньомісячна сонячна радіація, кДж/м²·день | 7234             | 9490             | 11511            | 15978            | 20039            | 22417            | 22986            | 19589            | 16316            | 11467            | 8952             | 6937             |                  |
| --------------------------------------------- | ---------------- | ---------------- | ---------------- | ---------------- | ---------------- | ---------------- | ---------------- | ---------------- | ---------------- | ---------------- | ---------------- | ---------------- | ---------------- |
| Джерело:                                      |                  |                  |                  |                  |                  |                  |                  |                  |                  |                  |                  |                  |                  |